# اجوود (مریلند)
اجوود (به انگلیسی: Edgewood) شهری در ایالت مریلند کشور ایالات متحده آمریکا است که جمعیت آن در سرشماری سال ۲۰۱۰ میلادی، ۲۵٬۵۶۲ نفر بوده‌است.